# Języki bantu B
Języki bantu B – grupa geograficzna języków bantu z wielkiej rodziny języków nigero-kongijskich. Swoim zasięgiem obejmują Gabon, Kongo i Republikę Środkowoafrykańską.

## Klasyfikacja
Poniżej przedstawiono klasyfikację języków bantu B według Guthriego zaktualizowaną przez J.F. Maho. Klasyfikacja Ethnologue bazuje na klasyfikacji Guthriego, jednak odbiega od niej znacznie, m.in. stosuje inny kod – trzyliterowy oparty na ISO 639 i inaczej grupuje języki.

### B10Języki myene
B11 myene
B11a mpongwe
B11b rongo – orungu
B11c galwa
B11d dyumba – adjumba
B11e nkomi
B11F ene

### B20Języki kele
B201 ndasa – andasa
B202 sig(h)u – lisighu
B203 sama – osamayi
B204 ndambomo
B205 metombola
B21 seki(yani) – bulu, sheke
B211 molengue – balengue
B22a zachodni kele – kili
B22b ngom – ungom(o)
B22c bubi
B22D tombidi
B22E mwesa
B23 mbangwe
B24 wumbvu – wumvu
B25 kota – ikota
B251 shake – asake
B252 mahongwe

### B30języki tsogo
B301 viya – gheviva, eviya, avias
B302 himba(ka) – ghehimba(ka), simba, (nsindak?)
B303 bongwe – ebongwe, ghebongwe
B304 pinzi – ghepinzi, apindji
B305 vove – ghevove, pove, „Bubi”
B31 język tsogo – ghetsogo, mitsogo
B32 kande – okande

### B40Języki shira-punu
B401 bwisi
B402 varama – barama
B403 vungu – vumbu
B404 ngubi – ngove
B41 shira – sira
B411 bwali
B42 sangu – shango
B43 punu
B44 lumbu

### B50Języki nzebi
B501 wanzi
B502 mwele
B503 vili – ibhili
B51 duma – adouma
B52 nzebi – njabi
B53 tsangi – tsengi

### B60Języki mbete
B601 zob. B62
B602 kaning’i
B603 yangho – yongho
B61 mbete – mbere
B62 (dawn. B601) mbama – mbamba, włączając mpini
B63 nduumo – mindumbu

### B70Języki teke
B701 tsitsege
B71 teghe – północny teke
B71a keteghe – tege-kali
B71b kateghe – Nnjining’i, nzikini
B72(a) ngungwel – ngungulu, północno-wschodni teke
B72b mpumpu
B73 zachodni teke
B73a tsaayi
B73b laali
B73c yaa – yaka
B73d tyee – tee, kwe
B74 środkowy teke
B74a njyunjyu – ndzindziu
B74b boo – boma
B75 bali, włączając teke i tio
B76 wschodni teke
B76a mosieno
B76b ng’ee
B77a kukwa
B77b fu(u)mu
B78 wuumu – wumbu

### B80Języki tende-yanzi
B81 teine – tende
B82 boma – buma
B821 mpe – kempee
B822 nunu
B83 mfinu – funika, mfununga
B84 (dawn. B87) mpuono – mpuun, (mbuun?), (mbunda?)
B85 yans – yanzi
B85a mbiem – zachodni yans
B85b wschodni yans
B85c yeei
B85d nsong – tsong, itsong, ntsuo, „songo”
B85e mpur
B85F tsambaan
B86 di – dinga, dzing
B861 ngul, włączając ngwi
B862 lwel – kelwer
B863 mpiin – pindi
B864 zachodni ngongo
B865 nzadi
B87 zob. B84